# Immaculée Ilibagiza
Immaculée Ilibagiza (1972) es una ingeniera, conferencista movitacional y escritora ruandesa.

## Vida
Hija de padres maestros y fervientes católicos. Fue sobreviviente del Genocidio de Ruanda en 1994, cuando tenía 22 años  para salvarse permaneció en el baño 91 días escondida, en un espacio estrecho y oscuro. Immaculée perdió a sus padres y hermanos: Damascene y Vianney, tras la guerra en Ruanda también a sus amigos, sus compañeros de universidad, su casa, sus recuerdos de infancia. Solo sobrevivió su hermano Aimable.
Trabajó 4 años para la ONU en un campo de refugiados.
Estudió ingeniería electrónica en la Universidad Nacional de Ruanda y en la Universidad de San Juan. Es ciudadana estadounidense desde 2013, reside en  en Long Island, Estados Unidos.

### Matrimonio e hijos
Contrajo matrimonio con  Bryan Black , es madre de dos hijos Nikeisha e Bryan hijo.

## Reconocimientos
En 2007 recibió el Premio Mahatma Gandhi por la Paz y la Reconciliación.

## Libros
- 2006:  Sobrevivir para contarlo. (ISBN 978-1401912024)
- 2016: El chico que hablaba con Jesús. (ISBN 978-8415969419)